# Lockheed U-2
Lockheed U-2, tên hiệu "Dragon Lady", là một máy bay trinh sát một động cơ, bay ở độ cao rất lớn, do Không quân Hoa Kỳ và trước đó là Cục Tình báo Trung ương (CIA) sử dụng. Nó thực hiện các chuyến bay trinh sát ngày và đêm, trong mọi thời tiết ở độ cao lên tới 70,000 ft. Chiếc máy bay này cũng được sử dụng để nghiên cứu và phát triển cảm biến điện tử, kiểm tra vệ tinh, và xác nhận dữ liệu vệ tinh.
Tập đoàn Lockheed đề xuất ban đầu vào năm 1953, được chấp thuận vào năm 1954 và chuyến bay thử đầu tiên diễn ra vào năm 1955. Nó đã được sử dụng trong Chiến tranh Lạnh, bay qua Liên Xô , Trung Quốc , Việt Nam và Cuba . Năm 1960 Gary Powers bị bắn hạ trên một máy bay U-2C của CIA trên bầu trời Liên Xô bằng một tên lửa đất đối không. Năm 1962 Rudolf Anderson Jr. bị bắn hạ trên một chiếc U-2 trong cuộc khủng hoảng tên lửa Cuba.
Các máy bay U-2 đã tham gia vào các xung đột hậu Chiến tranh Lạnh ở Afghanistan và Iraq, và hỗ trợ nhiều hoạt động của NATO. U-2 cũng đã được sử dụng cho nghiên cứu cảm biến điện tử, hiệu chuẩn vệ tinh, nghiên cứu khoa học và truyền thông. U-2 là một trong số ít các loại máy bay đã phục vụ Không quân Hoa Kỳ trên 50 năm, cùng với Boeing B-52, Boeing KC-135, Lockheed C-130 và Lockheed C-5. Các mẫu mới (TR-1, U-2R, U-2S) đã được đưa vào hoạt động vào những năm 1980, và mẫu mới nhất, U-2S, được nâng cấp kỹ thuật vào năm 2012. Hiện nay, U-2 đang được vận hành bởi Không quân Hoa Kỳ.

## Phát triển
Đầu thập niên 1950, với những căng thẳng đang gia tăng của cuộc Chiến tranh Lạnh, quân đội Hoa Kỳ cần một thiết bị trinh sát chiến lược tốt hơn để xác định các khả năng và ý định của Liên Xô. Máy bay trinh sát đang có ở thời điểm ấy chủ yếu là những chiếc máy bay ném bom được chuyển đổi, dễ bị tổn thương bởi pháo phòng không, tên lửa, và các máy bay chiến đấu. Họ cho rằng một chiếc máy bay có thể hoạt động ở độ cao 70,000 ft có thể vượt quá tầm với của các máy bay chiến đấu, tên lửa và thậm chí là cả radar của Liên Xô. Nó sẽ cho phép thực hiện các chuyến "bay qua"—xâm nhập vào không phận của một quốc gia để chụp ảnh từ trên không.
Dưới mã hiệu "AQUATONE", Không quân trao các hợp đồng cho Bell Aircraft, Martin Aircraft, và Fairchild Engine and Airplane để phát triển những đề xuất cho chiếc máy bay trinh sát mới. Các quan chức tại Lockheed Aircraft Corporation nghe về dự án và yêu cầu kỹ sư hàng không Clarence "Kelly" Johnson thực hiện một bản thiết kế. Johnson là một nhà thiết kế tài năng, chịu trách nhiệm về chiếc P-38 Lightning, và P-80. Ông cũng nổi tiếng về việc hoàn thành những dự án trước thời hạn, làm việc trong một phòng riêng biệt của công ty được gọi đùa là Skunk Works (Xưởng chồn hôi).
Bản thiết kế của Johnson, được gọi là CL-282, kết hợp những chiếc cánh lướt dài vào thân của một bản thiết kế khác của ông, chiếc F-104 Starfighter. Để giảm trọng lượng, thiết kế ban đầu của ông thậm chí không có bánh đáp quy ước, cất cánh từ một dolly và hạ cánh bằng các thanh trượt. Bản thiết kế này bị Không quân bác bỏ, nhưng thu hút được sự chú ý của nhiều thành phần dân sự của ban xem xét, đáng chú ý nhất là Edwin Land, người cha của nhiếp ảnh lập tức (instant photography). Land đề xuất với giám đốc CIA Allen Dulles rằng cơ quan của ông sẽ cấp vốn và điều hành chiếc máy bay này. Sau một cuộc gặp với Tổng thống Eisenhower, Lockheed nhận được một hợp đồng trị giá $22.5 cho 20 chiếc máy bay đầu tiên. Nó được đổi tên lại thành U-2, với chữ "U" ám chỉ định danh không rõ ràng "utility" (hữu dụng).
Chuyến bay đầu tiên diễn ra tại địa điểm thử nghiệm tại Hồ Groom (Area 51) ngày 1 tháng 8 năm 1955, với dự định chỉ là một cuộc chạy thử trên đường băng ở tốc độ lớn. Những chiếc cánh kiểu tàu lượn quá hiệu quả tới mức chiếc máy bay lao vào không trung với tốc độ 70kn.
James Baker đã phát triển các thấu kính cho một camera lớn được sử dụng trên chiếc U-2 trong khi làm việc cho Perkin-Elmer. Những camera mới này có độ phân giải 2,5 foot (76 cm) từ độ cao 60,000 ft. Việc cân bằng rất quan trọng với chiếc U-2 tới mức camera phải sử dụng một phim tách (split phim), với các ống ở một bên tở ra phía trước trong khi các ống phía bên kia cuộn lại, vì thế duy trì một sự cân bằng phân bố trọng lượng trong suốt chuyến bay.
Khi những chuyến bay đầu tiên qua lãnh thổ Liên Xô bị radar phát hiện, CIA đưa ra Project RAINBOW để làm giảmdiện tích phản hồi radar của chiếc U-2. Nỗ lực này hoàn toàn không mang lại thành công, và công việc bắt đầu trên một chiếc máy bay tiếp theo, kết quả là chiếc Lockheed A-12 Blackbird.
Việc sản xuất được tái khởi động trong thập niên 1980 để sản xuất máy bay TR-1/U-2R.

## Thiết kế

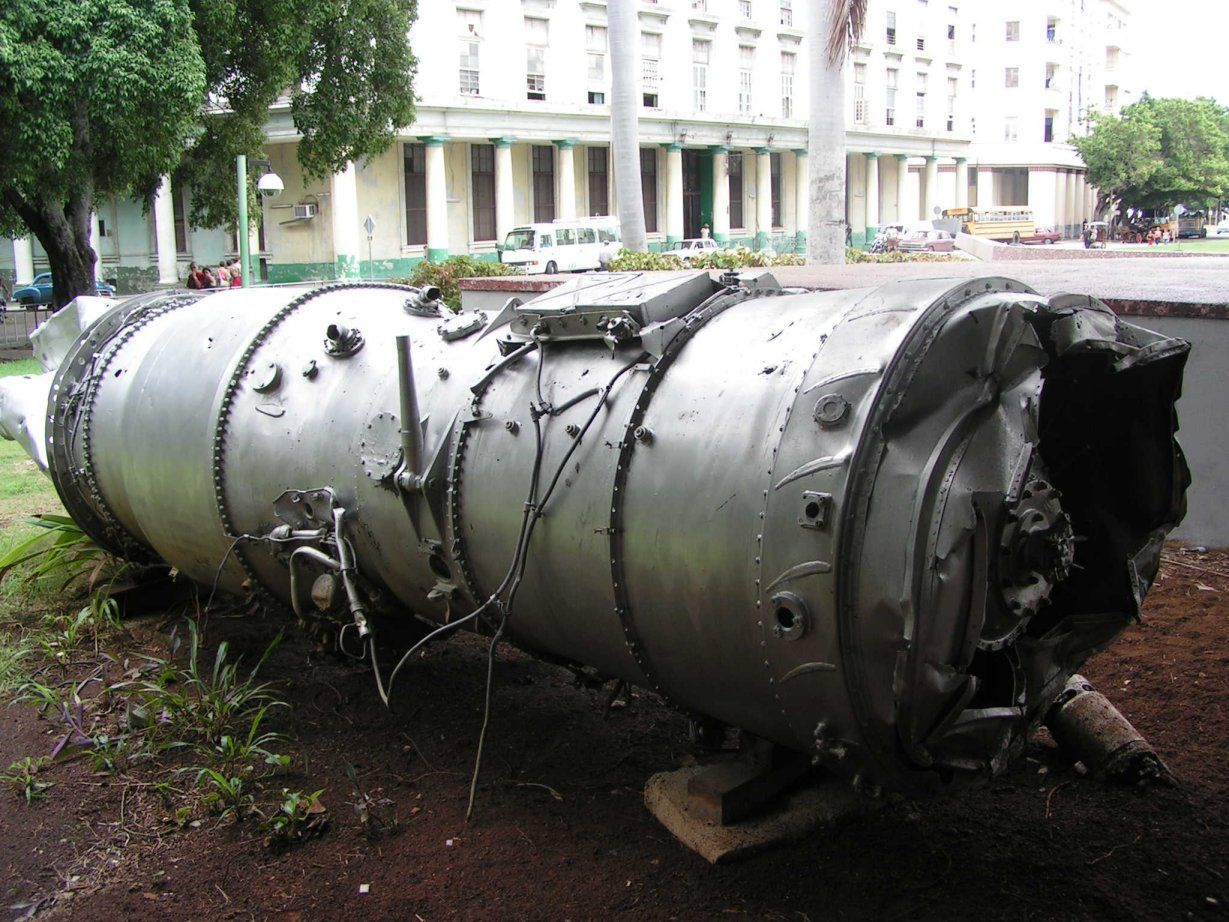
Động cơ turbin phản lực Pratt & Whitney J75 từ một chiếc U-2 bị bắn hạ (Cuba 1962) được trưng bày ở bảo tàng tại La Habana

Thiết kế độc nhất tạo cho chiếc U-2 những tính năng đáng khâm phục nhưng cũng khiến nó trở thành chiếc máy bay khó điều khiển. Nó được thiết kế và chế tạo để có trọng lượng khung tối thiểu, khiến không còn nhiều chỗ cho sai sót. Đa số máy bay đều là các phiên bản một chỗ ngồi, chỉ có năm chiếc phiên bản huấn luyện hai chỗ ngồi từng biết có tồn tại. Những biến thể U-2 đầu tiên sử dụng động cơ turbin phản lực Pratt & Whitney J57. Các biến thể U-2C và TR-1A sử dụng động cơ turbin phản lực Pratt & Whitney J75 mạnh hơn. Các biến thể U-2S và TU-2S còn sử dụng động cơ turbin cánh quạt General Electric F118 mạnh hơn nữa.
Cánh tỷ lệ lớn (dài trên rộng) khiến chiếc U-2 có một số đặc điểm kiểu tàu lượn, với tỷ lệ lực nâng trên lực cản ước tính ở mức cao 20s. Để duy trì trần hoạt động 70,000 ft, các model U-2A và U-2C (không còn hoạt động nữa) phải bay ở gần mức tốc độ tối đa. Tuy nhiên, tốc độ chòng chành của chiếc máy bay ở độ cao này chỉ là 10kn dưới tốc độ tối đa của nó. Sự chênh lệch không đáng kể này được các phi công gọi là "coffin corner". Trong 90% thời gian thực hiện một chuyến bay thông thường chiếc U-2 chỉ bay trên tốc độ chòng chành có 5 knot, nó có thể dẫn tới một sự giảm độ cao khiến máy bay bị phát hiện, và ngoài ra có thể tạo ứng suất quá lớn cho khung máy bay được chế tạo quá nhẹ.

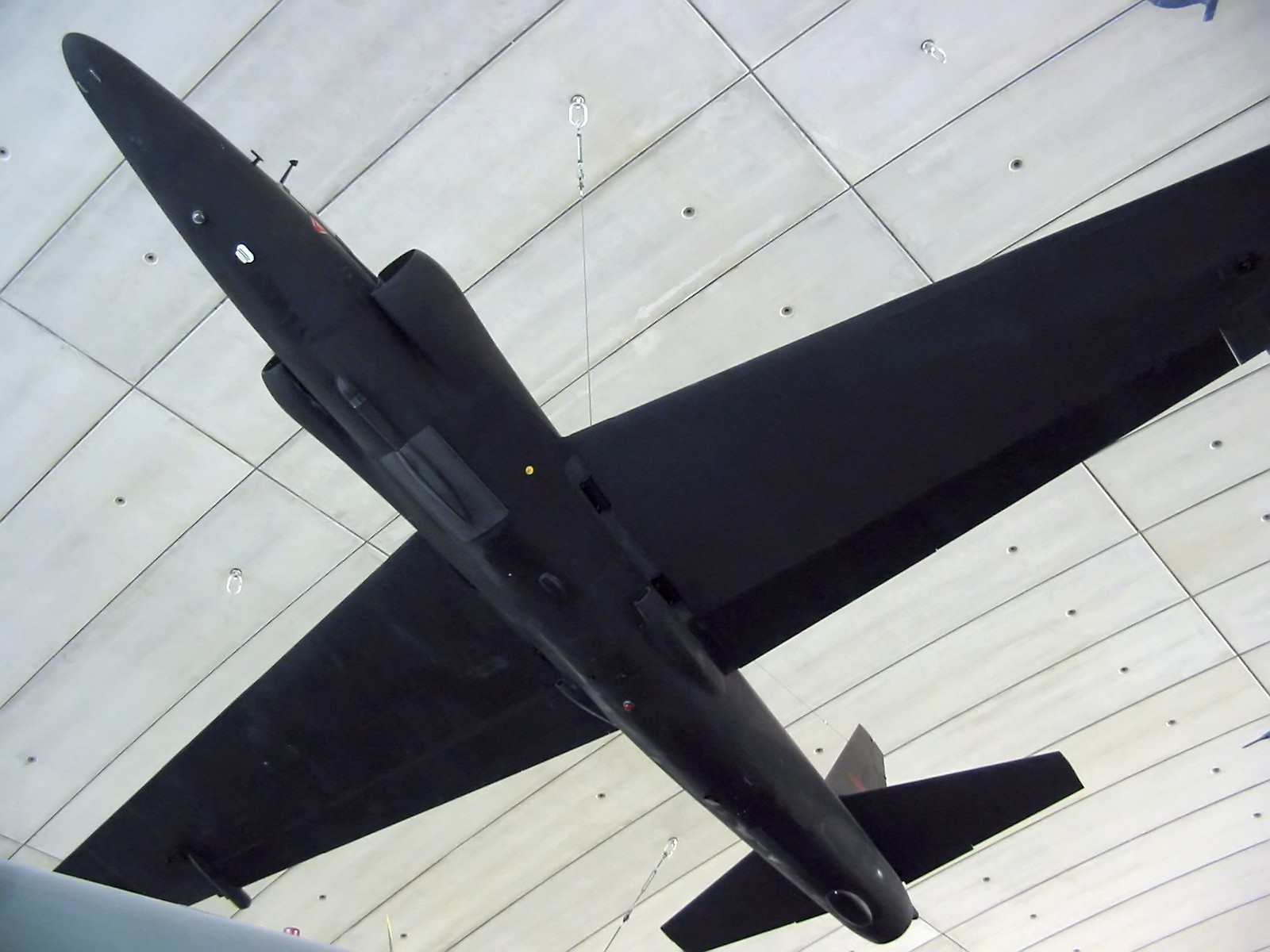
Chiếc U-2 tại Bảo tàng Chiến tranh Đế quốc, Duxford

Hệ thống điều khiển của chiếc U-2 được thiết kế theo tính năng và độ cao bay thông thường mà chiếc máy bay được dự định hoạt động, hệ thống điều khiển cung cấp phản ứng phản hồi điều khiển nhẹ ở độ cao hoạt động. Tuy nhiên, ở những độ cao thấp với mật độ không khí cao và sự thiếu hụt hệ thống trợ lực điều khiển khiến chiếc máy bay rất khó điều khiển. Hoạt động điều khiển phải rất lớn để có được phản hồi mong muốn trong cao độ bay, cần một sức mạnh thể chất lớn để thực hiện điều khiển theo cách này.
Chiếc U-2 rất nhạy cảm với gió ngang, cùng với khuynh hướng lơ lửng trên đường băng của nó, khiến chiếc U-2 có tiếng là khó hạ cánh. Khi máy bay tiếp cận đường băng, lớp đệm không khí do các cánh có lực nâng lớn tạo ra trong hiệu ứng mặt đất lớn tới mức chiếc U-2 sẽ không hạ cánh trừ khi cánh chòng chành hoàn toàn. Để hỗ trợ phi công, chiếc máy bay đang hạ cánh được chỉ đạo tốc độ bởi một chiếc xe (thường là một model xe đã được "suped-up" về tính năng như Ford Mustang SSP, Chevrolet Camaro B4C, hay một chiếc Pontiac GTO) với một người hỗ trợ "thông báo" phi công hạ cánh bằng cách thông báo chiều cao đang giảm của chiếc máy bay theo feet khi nó giảm tốc độ.
Thay vì một bộ bánh đáp ba cụm thông thường, gồm một bánh mũi và hai bánh chính phía sau, một dưới mỗi cánh, chiếc U-2 sử dụng một kiểu cấu hình xe đạp, với bộ phía trước của bánh đáp chính nằm ngay sau buồng lái và bộ phía sau nằm phía sau động cơ, cùng với đuôi lái để điều khiển khi chạy trên đường băng. Để duy trì cân bằng khi chạy đà cất cánh, đội hỗ trợ mặt đất lắp hai bánh phụ nữa, được gọi là "pogos". Chúng được lắp vào các hốc dưới mỗi cánh ở khoảng giữa cánh, và rơi xuống đường băng khi máy bay cất cánh. Để bảo vệ cánh khi hạ cánh, mỗi đầu cánh có một sống trượt bằng titan. Sau khi máy bay ngừng lại, đội hỗ trợ mặt đất sẽ lắp lại các pogos.
Vì độ cao hoạt động lớn phi công phải mặc bộ quần áo bay kiểu quần áo vũ trụ. Bộ đồ cung cấp khí oxy và bảo hộ khẩn cấp cho phi công trong trường hợp áp suất cabin mất ở độ cao (cabin được điều áp ở mức xấp xỉ 29,000 ft). Để ngăn giảm oxy máu và giảm khả năng bị ảnh hưởng do giảm áp các phi công có một bộ quần áo điều áp hoàn toàn và bắt đầu thở 100% oxy một giờ trước khi thực hiện nhiệm vụ để loại bỏ nitơ trong máu; trong khi di chuyển ra máy bay họ thở bằng một bình cung cấp oxy cầm tay.
Chiếc máy bay mang theo nhiều cảm biến trong mũi, Q-bay (phía sau buồng lái, cũng được gọi là khoang camera), hay các kén trong cánh. Chiếc U-2 có khả năng đồng thời thu thập dữ liệu tín hiệu, hình ảnh và mẫu không khí. Các cảm biến trinh sát hình ảnh gồm ảnh phim ướt hay quang điện hay ảnh radar - ảnh radar được thu thập bởi hệ thống Raytheon ASARS-2. Nó có thể sử dụng cả các đường kết nối dữ liệu line-of-sight và beyond-line-of-sight. Một trong những thiết bị bất thường nhất trong phiên bản mới nhất của U-2 là video camera Sony off-the-shelf hoạt động như một sự thay thế số cho viewsight hoàn toàn quang (một thiết bị quan sát kiểu kính viễn vọng lộn ngược) đã từng được sử dụng trên các biến thể cũ để có cái nhìn chính xác về địa hình bên dưới chiếc máy bay, đặc biệt khi hạ cánh.

## Lịch sử hoạt động

### Hoa Kỳ

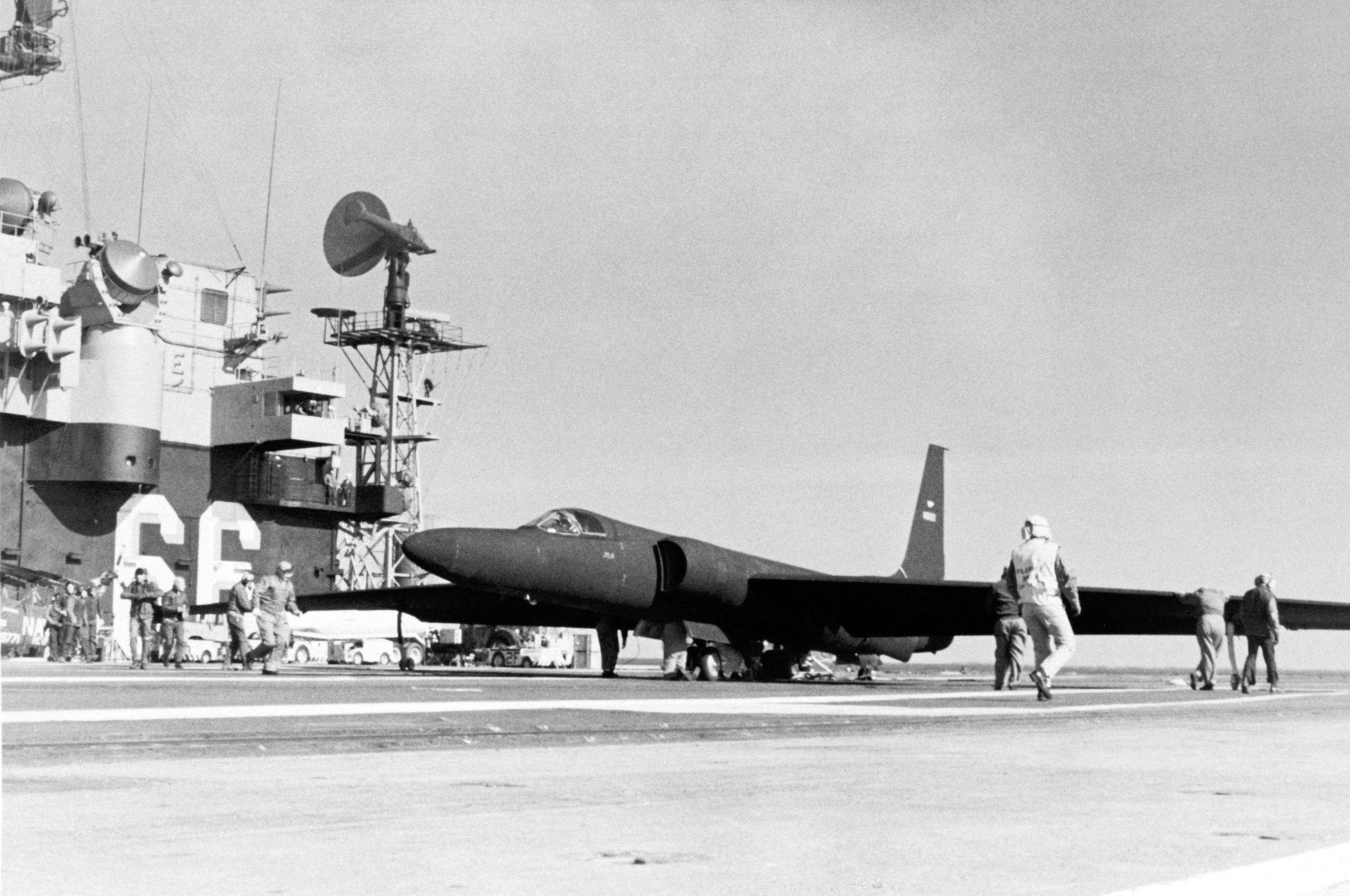
Thử nghiệm U-2 trên chiếc USS America CV-66.

Dù cả Không quân và Hải quân Hoa Kỳ đều sẽ sử dụng U-2, ban đầu nó chỉ là một chiến dịch của CIA, được điều hành qua Văn phòng Trinh sát Khoa học. Vì những rắc rối chính trị về một máy bay quân sự xâm nhập vào không phận của một quốc gia, chỉ những chiếc U-2 của CIA tiến hành những phi vụ kiểu này. Các phi công buộc phải từ chức khỏi các cấp bậc quân sự của họ trước khi gia nhập như một nhân viên dân sự của CIA, một quá trình được họ gọi là "tắm cho cừu".
Như thường xảy ra với các thiết kế máy bay mới, có nhiều tai nạn trong hoạt động, một số vụ gây chết người. Vụ tai nạn có thiệt hại nhân mạng đầu tiên diễn ra ngày 15 tháng 5 năm 1956, khi phi công đã làm chòng chành chiếc máy bay trong một cuộc diễn tập hậu cất cánh dự định để nhả các bánh lắp ngoài đầu cánh. Vụ thứ hai xảy ra ba tháng sau đó, ngày 31 tháng 8 khi phi công làm chòng chành chiếc máy bay ngay sau khi cất cánh. Hai tuần sau đó, một chiếc máy bay thứ ba đã vỡ ra từng mảnh khi lấy độ cao, cũng làm phi công thiệt mạng. Có một số vụ tai nạn không thiệt hại nhân mạng, gồm ít nhất một vụ khiến mất một máy bay.
Chiếc U-2 được công chúng chú ý khi phi công của CIA Francis Gary Powers bị bắn hạ trên lãnh thổ Liên Xô ngày 1 tháng 5 năm 1960, gây ra vụ việc U-2.
Ngày 14 tháng 10 năm 1962, một chiếc U-2 thuộc Phi đội Trinh sát Chiến lược số 4080, có căn cứ tại Căn cứ Không quân Laughlin gần Del Rio, Texas, do Thiếu tá Richard S. Heyser điều khiển, đã chụp ảnh quân đội Liên Xô lắp đặt các tên lửa đầu đạn hạt nhân tại Cuba, gây ra vụ Khủng hoảng tên lửa Cuba. Heyser kết thúc chuyến bay này tại McCoy AFB ở Orlando, Florida, nơi phi đội 4080 thiết lập vị trí hoạt động cho U-2 trong suốt thời gian cuộc khủng hoảng. Ngày 27 tháng 10 năm 1962, khi bay từ McCoy AFB, một chiếc U-2 đã bị bắn hạ trên lãnh thổ Cuba bởi hai tên lửa đất đối không SA-2 Guideline, làm thiệt mạng phi công, Major Rudolf Anderson, Jr. Anderson sau này đã được trao Huân chương Chữ thập Không quân hạng nhất.
Năm 1963, CIA khởi động dự án Whale Tale để phát triển những chiếc U-2G hoạt động trên tàu sân bay để khắc phục các hạn chế về tầm hoạt động. Trong quá trình phát triển, các phi công CIA đã cất cánh và hạ cánh những chiếc U-2G trên tàu sân bay USS Ranger và các tàu khác. Chiếc U-2G chỉ được sử dụng hai lần. Cả hai chuyến bay đều xuất phát từ USS Ranger vào tháng 5 năm 1964 để quan sát một cuộc thử nghiệm bom nguyên tử của Pháp tại Moruroa ở Polynesia thuộc Pháp.
Đầu năm 1964, Bộ tư lệnh Không quân Chiến lược (SAC) đã gửi một biệt đội U-2 từ phi đội 4080 tới Miền nam Việt Nam để thực hiện các phi vụ trinh sát độ cao lớn trên bầu trời Miền bắc Việt Nam. Ngày 5 tháng 4 năm 1965, những chiếc U-2 thuộc 4028th SRS (Phi đội Trinh sát Chiến lược) đã chụp ảnh các trận địa SAM-2 gần Hà Nội và cảng Hải Phòng. Ngày 11 tháng 2 năm 1966, phi đội 4080 được đổi tên lại thành 100th SRW và chuyển tới Davis-Monthan AFB, Arizona. Biệt đội SRS tại Căn cứ Không quân Biên Hoà, Nam Việt Nam, được đổi tên lại thành 349th SRS.
Thiệt hại duy nhất của chiếc U-2 trong hoạt động chiến đấu xảy ra ngày 8 tháng 10 năm 1966, khi Thiếu tá Leo Stewart, bay cùng Phi đội Trinh sát Chiến lược số 349, gặp các vấn đề về máy móc trên bầu trời miền bắc Việt Nam. Chiếc U-2 tìm cách quay trở lại miền nam Việt Nam và Stewart đã nhảy dù thoát ra an toàn. Chiếc U-2 đâm xuống đất gần Biên Hoà. Tháng 7 năm 1970, 349th SRS tại Biên Hoà dời sang Thái Lan và được đổi tên thành 99th SRS, và tiếp tục đóng ở đó cho tới năm 1976.
Năm 1969, những chiếc U-2R lớn hơn cất cánh từ tàu sân bay USS America CV-66|6. Chương trình U-2 trên tàu sân bay được cho là đã ngừng lại sau năm 1969.

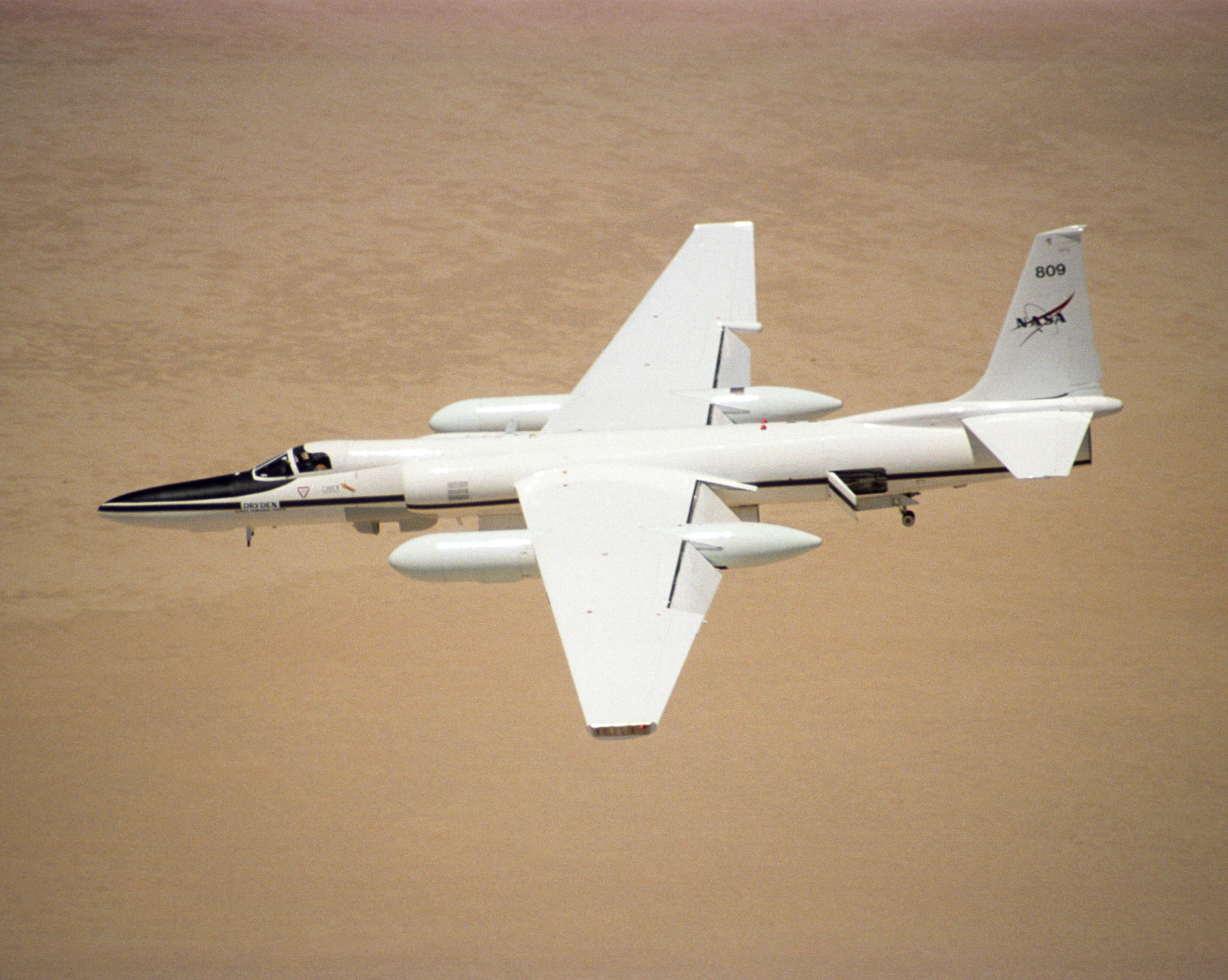
Một trong những chiếc ER-2 của NASA bay trên sa mạc California. Một chiếc ER-2 của NASA đã lập kỷ lục thế giới về độ cao với mức trọng lượng của nó

Tháng 6 năm 1976, những chiếc U-2 thuộc 100th SRW được chuyển cho 9th SRW tại Căn cứ Không quân Beale, California, và sáp nhập với những chiếc SR-71 hoạt động ở đó. Khi Bộ tư lệnh Không quân Chiến lược bị giải tán đầu thập niên 1990, phi đội được chuyển cho Bộ tư lệnh Không quân (ACC) mới và được đặt tên là Phi đội Trinh sát số 9 (9 RW).
Năm 1984, trong một cuộc tập trận lớn của NATO, Trung uý Không quân Hoàng gia Mike Hale đã ngăn chặn một chiếc U-2 ở độ cao 66,000 ft, nơi chiếc máy bay này từng được cho là an toàn không thể bị ngăn chặn. Hale đã lên tới độ cao 88,000 ft trên chiếc Lightning F3 của mình.
Năm 1989, một chiếc U-2R thuộc 9 RW, Biệt đội 5, bay từ Căn cứ Không quân Patrick, Florida đã chụp ảnh thành công một lần phóng tàu con thoi cho NASA để hỗ trợ xác định nguyên nhân mất ngói chống nhiệt khi phóng đã được phát hiện trong các phi vụ đầu tiên thời hậu Challenger.
Ngày 19 tháng 11 năm 1998, một chiếc máy bay nghiên cứu ER-2 của NASA đã lập một kỷ lục thế giới với mức trọng lượng của nó (12,000 kg tới 16,000 kg) với độ cao trong chuyến bay ngang đạt 20,479m.
Chiếc U-2 vẫn hoạt động tích cực hơn 60 năm sau chuyến bay đầu tiên của nó dù các vệ tinh trinh sát đã xuất hiện. Điều này chủ yếu bởi khả năng bay trực tiếp tới các mục tiêu chỉ sau một thời gian ngắn, việc các vệ tinh không thể làm. Chiếc U-2 đã tồn tại lâu hơn chiếc Mach 3 SR-71 thay thế cho nó, nghỉ hưu năm 1998.

#### Khả năng nghỉ hưu và tiếp tục hoạt động
Một tài liệu ngân sách mật được Lầu Năm Góc thông qua ngày 23 tháng 12 năm 2005 kêu gọi chấm dứt chương trình U-2 trước năm 2011, với một số chiếc được nghỉ hưu năm 2007.
Tháng 1 năm 2006, Bộ trưởng Quốc phòng Donald Rumsfeld thông báo treo việc nghỉ hưu phi đội U-2 như một cách cắt giảm chi phí, và như một phần của một chiến dịch tái tổ chức và tái định nghĩa phi cụ của Không quân trên diện rộng gổm cả việc loại bỏ toàn bộ ngoại trừ 56 chiếc B-52 và giảm bớt hoàn toàn phi đội F-117. Rumsfeld nói điều này sẽ không làm suy yếu khả năng thu thập thông tin tình báo của Không quân, nhiệm vụ sẽ do các vệ tinh và các máy bay trinh sát không người lái RQ-4 Global Hawk đảm nhiệm. Tuy nhiên, Quốc hội, ở thời điểm năm 2009, đã không thông qua việc cho nghỉ hưu những chiếc U-2 bởi không có hệ thống nào có khả năng thay thế nó. Những đề xuất cho U-2 nghỉ hưu đã gặp phải sự phản đối mạnh từ giới lãnh đạo quân sự bởi những thiếu hụt khả năng sẽ xảy ra nếu U-2 ngừng hoạt động.
Năm 2009, Không quân Hoa Kỳ nói rằng họ có kế hoạch kéo dài thời hạn nghỉ hưu của U-2 từ 2012 tới 2014 hoặc muộn hơn để có thêm thời gian đưa RQ-4 Global Hawk vào hoạt động.
Vào tháng 1 năm 2012, Không quân Hoa Kỳ được cho là đã lên kế hoạch kết thúc chương trình RQ-4 Block 30 và kéo dài thời gian phục vụ của U-2 cho đến năm 2023.  Theo cơ sở dữ liệu của không quân, U-2 có chi phí vận hành 2.380 USD mỗi giờ bay so với 6.710 USD của RQ-4. Tuy nhiên, RQ-4 Block 30 vẫn được tiếp tục phục vụ dưới áp lực chính trị bất chấp sự phản đối của Không quân Hoa Kỳ.
Năm 2018, ngân sách Không quân Hoa Kỳ đã hoãn vô thời hạn việc nghỉ hưu của U-2.
Năm 2023, trong sự kiện khinh khí cầu do thám Trung Quốc U-2 được không quân sử dụng để theo dõi một khinh khí cầu Trung Quốc đi qua Hoa Kỳ và Canada. Hình ảnh từ máy bay đã xác nhận sự hiện diện của các thiết bị, bao gồm “nhiều ăng-ten… có khả năng thu thập và định vị địa lý” và “các tấm pin mặt trời đủ lớn để tạo ra đủ năng lượng cần thiết để vận hành nhiều cảm biến thu thập thông tin tình báo.”

### Trung Hoa Dân Quốc

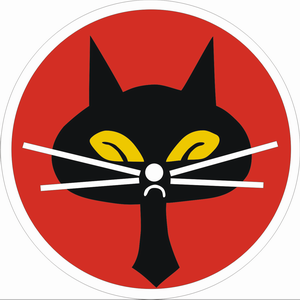
Biểu tượng chính thức của Phi đội Mèo Đen

Một bên sử dụng U-2 khác là Trung Hoa Dân Quốc (Đài Loan), chủ yếu thực hiện những phi vụ trên bầu trời Cộng hoà Nhân dân Trung Hoa (PRC). Từ thập niên 1950, Không quân Đài Loan đã sử dụng máy bay RB-57A/D cho các phi vụ trinh sát vào Cộng hoà Nhân dân Trung Hoa, nhưng đã hai lần bị thiệt hại khi chiếc MiG-17 và tên lửa SA-2 SAM ngăn chặn thành công. Năm 1958, Trung Hoa Dân Quốc và chính quyền Mỹ đạt một thoả thuận thành lập Phi đội số 35, tên hiệu Phi đội Mèo Đen, gồm 2 chiếc U-2C tại Căn cứ Không quân Taoyuan ở phía bắc Đài Loan, một khu vực cách ly của căn cứ không quân. Để đánh lạc hướng ở thời điểm đó, đơn vị được thành lập dưới vỏ bọc các phi vụ nghiên cứu thời tiết ở độ cao lớn cho Không quân Đài Loan. Với chính phủ Mỹ, Phi đội số 35 và bất kỳ một nhân viên CIA/USAF nào được giao nhiệm vụ tại đơn vị đều được gọi là Detachment H (Biệt đội H) trên mọi giấy tờ. Nhưng thay vì dưới sự điều khiển thông thường của Không quân Mỹ, toàn bộ dự án này được gọi là Project RAZOR, và được điều hành trực tiếp bởi CIA với sự hỗ trợ của Không quân Mỹ, sau một cuộc tranh cãi dài giữa hai cơ quan. Và quy định chủ chốt là bất kỳ một phi vụ hoạt động nào của Phi đội 35 phải được cả Hoa Kỳ và tổng thống Đài Loan phê chuẩn trước.
Tổng cộng 26 trong số 28 phi công của Đài Loan đã được gửi tới Mỹ để huấn luyện từ năm 1959 tới năm 1973 tại Căn cứ Không quân Laughlin, Texas. Tháng 7 năm 1960, CIA cung cấp cho Trung Hoa Dân Quốc hai chiếc U-2C và vào tháng 12 phi đội thực hiện phi vụ đầu tiên của mình trên lục địa Trung Quốc. Các quốc gia khác cũng bị phi đội số 35 trinh sát, như Bắc Triều Tiên, Bắc Việt Nam và Lào trong một số thời điểm, nhưng mục tiêu chính của Phi đội số 35 của Trung Hoa Dân Quốc là tiến hành các phi vụ trinh sát đánh giá khả năng hạt nhân của Cộng hoà Nhân dân Trung Hoa. Cho mục đích này các phi công của Đài Loan bay xa tới tận Gansu và các vùng xa xôi khác ở tây bắc Trung Quốc. Một số phi vụ, vì các yêu cầu của phi vụ và tầm hoạt động, được thêm một số yếu tố bất ngờ, khiến những chiếc U-2 của phi đội cất cánh từ hay hạ cánh xuống các căn cứ quân sự của Mỹ ở Đông Nam Á và Đông Á, như K-8(Kunsan) ở Hàn Quốc hay Tikhli ở Thái Lan, bên cạnh căn cứ chính của Phi đội số 35 tại căn cứ không quân Taoyuan ở Đài Loan, bởi mọi căn cứ không quân của Mỹ trong khu vực đều được coi là các sân bay khẩn cấp/thay thế thu hồi.
Tổng cộng, phi đội đã thực hiện khoảng 220 phi vụ, với khoảng một nửa trong số đó diễn ra trên lục địa Trung Quốc và năm máy bay đã bị bắn hạ, gồm ba vụ có thiệt hại nhân mạng và hai vụ khiến phi công bị bắt giữ, cộng sáu chiếc U-2 mất trong huấn luyện và sáu phi công thiệt mạng. Năm 1968, phi đội U-2C/F/G của Đài Loan được thay thế bằng loại U-2R mới hơn. Tuy nhiên, cùng với cuộc chia rẽ Trung-Xô và sự xích lại giữa Hoa Kỳ và Cộng hoà Nhân dân Trung Hoa, phi đội U-2 của Trung Hoa Dân Quốc ngừng vi phạm vào không phận Trung Quốc, và thay vào đó chỉ thực hiện các phi vụ trinh sát điện tử và chụp ảnh với các camera Trinh sát Tầm xa Gián tiếp (LOROP) mới trên chiếc U-2R khi bay trên hải phận quốc tế. Phi vụ cuối cùng của U-2 trên lục địa Trung Quốc diễn ra ngày 16 tháng 3 năm 1968. Sau đó, mọi phi vụ của máy bay U-2 đều giữ một khoảng đệm ít nhất 20 hải lý từ Trung Quốc.
Trong chuyến thăm Trung Quốc năm 1972, Tổng thống Hoa Kỳ Richard Nixon đã hứa với chính quyền Trung Quốc ngừng mọi phi vụ trinh sát gần và trên bầu trời Trung Quốc, mặc dù điều này là vì các vệ tinh chụp ảnh của Hoa Kỳ ở thời điểm năm 1972 đã có khả năng cung cấp các hình ảnh chụp từ bên trên có chất lượng tốt hơn mà không gặp phải nguy cơ mất máy bay và phi công, hoặc gây ra các vụ việc quốc tế. Phi vụ cuối cùng của Phi đội 35 do Sungchou "Mike" Chiu thực hiện ngày 24 tháng 5 năm 1974. Hết thời kỳ hoạt động U-2 của Trung Hoa Dân Quốc, với tổng số 19 chiếc U-2C/F/G/R do Phi đội số 35 sử dụng từ năm 1959 tới năm 1974, tổng số thiệt hại 11 máy bay. Ngày 29 tháng 7 năm 1974, hai chiếc U-2R thuộc sở hữu của Trung Hoa Dân Quốc đã bay từ Căn cứ Không quân Taoyuan ở Đài Loan tới Căn cứ Không quân Edwards, California, Hoa Kỳ, để biến chúng thành những chiếc máy bay của Không quân Hoa Kỳ.

## Biến thể

### Danh sách ban đầu

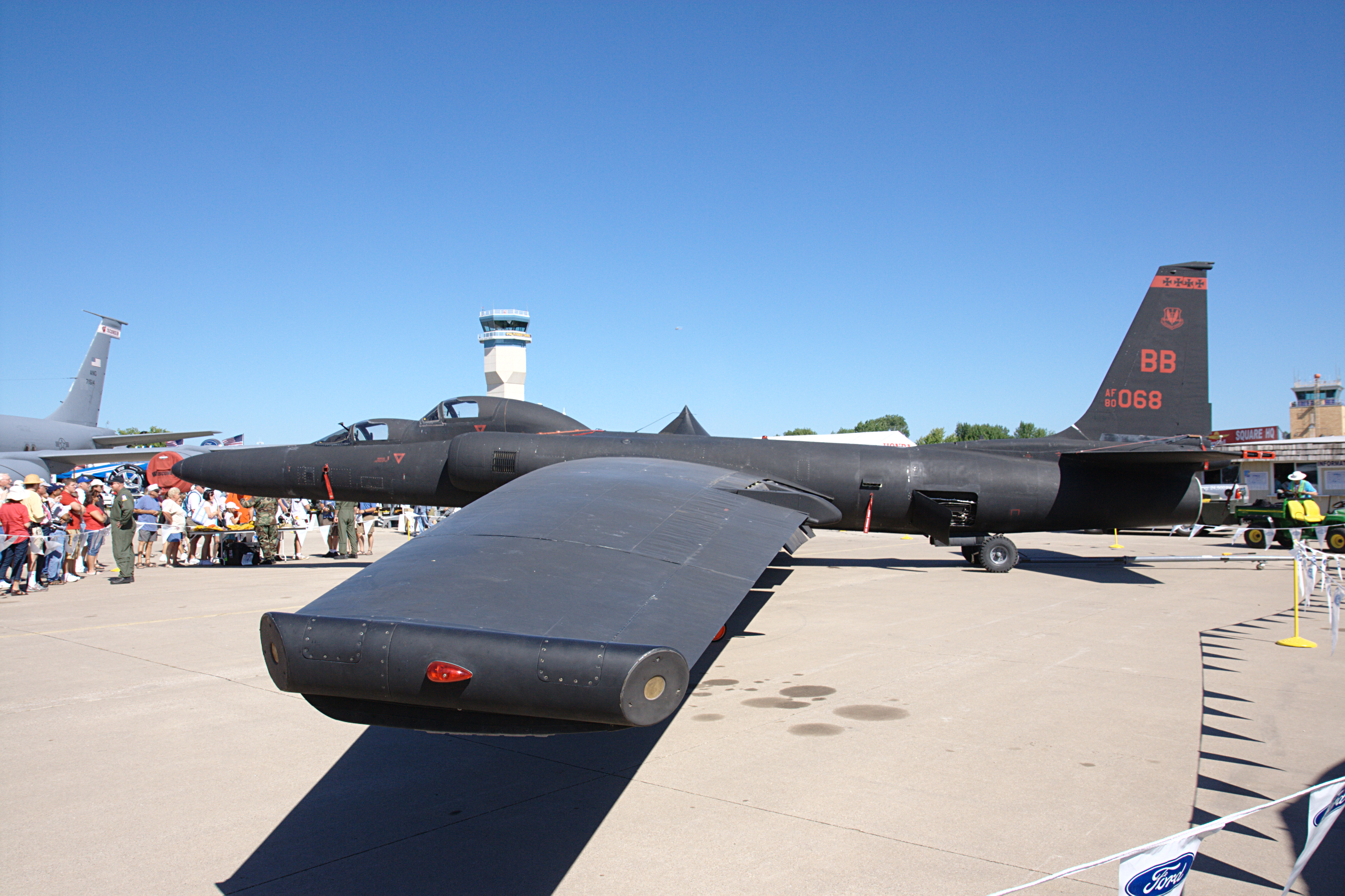
Một chiếc U-2 TR-1B hai chỗ ngồi

Sub-section source: Aerospaceweb.org
U-2ASản xuất ban đầu, một chỗ ngồi; động cơ J57-P-37A; 48 chiếc được chế tạo
U-2BHuấn luyện hai chỗ ngồi; động cơ J57-P-31; chiếc được chế tạo
U-2CModel một chỗ ngồi được tăng cường với động cơ J75-P-13 và cửa hút gió động cơ sửa đổi
U-2DPhiên bản huấn luyện hai chỗ ngồi được tăng cường
U-2CTPhiên bản huấn luyện hai chỗ ngồi được tăng cường chế tạo lại từ khung chiếc U-2D và bố trí lại ghế ngồi; sáu chiếc đã được chuyển đổi
U-2GCác model A sửa đổi với bánh đáp tăng cường, thêm cần móc, và tấm lái ngang cánh để hoạt động trên tàu sân bay của Hải quân Mỹ; ba chiếc đã được chuyển đổi
U-2RCác model C được mở rộng và cải tiến với các kén dưới cánh và tăng dung tích nhiên liệu; 12 chiếc được chế tạo
U-2RTHuấn luyện hai chỗ ngồi được tăng cường; 1 chiếc được chế tạo
U-2EPXModel R trinh sát biển do Hải quân Hoa Kỳ đề xuất; 2 chiếc được chế tạo
WU-2Model WU nghiên cứu khí quyền/thời tiết
TR-1AModel TR "trinh sát chiến thuật" mới hoàn toàn dựa trên U-2R với radar quan sát bên, hệ thống điện tử hàng không mới mới, và thiết bị ECM cải tiến; 33 chiếc được chế tạo
TR-1BHuấn luyện hai chỗ ngồi hoàn toàn mới cho TR-1A; 2 chiếc được chế tạo
ER-2Model ER "earth resource" cho nghiên cứu của NASA
U-2STên định danh mới cho TR-1A; được nâng cấp với một động cơ cải tiến, cảm biến được nâng cấp, và thêm hệ thống GPS; 31 chiếc đã được chuyển đổi
TU-2STên định danh mới cho phiên bản huấn luyện hai chỗ ngồi TR-1B với động cơ cải tiến; 4 chiếc đã được chuyển đổi

### Các chi tiết U-2E/F

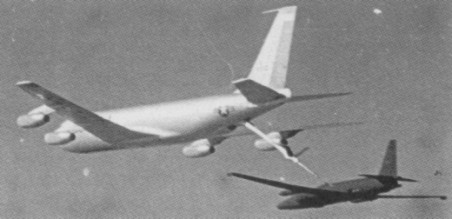
Một chiếc Lockheed U-2F đang được tiếp nhiên liệu từ một chiếc Boeing KC-135Q.

Tháng 5 năm 1961, trong một nỗ lực ít được biết tới để tăng cường tầm hoạt động vốn đã rất lớn của U-2, Lockheed đã chuyển đổi sáu chiếc U-2 của CIA và nhiều chiếc U-2 của Không quân Hoa Kỳ U-2 với thiết bị tiếp dầu trên không cho phép máy bay tiếp nhận nhiên liệu hoặc từ chiếc Boeing KC-97 Stratotanker hay từ chiếc Boeing KC-135 Stratotanker. Việc này đã mở rộng tầm hoạt động của máy bay từ xấp xỉ 4,000 lên 8,000 hải lý và tăng thời gian hoạt động của nó lên hơn 14 giờ. Những chiếc U-2B sử dụng động cơ J57 được định danh lại là U-2E và những chiếc U-2C sử dụng động cơ J75 được định danh lại là U-2F. Dù những chiếc U-2 chuyển đổi có khả năng bay trên 14 giờ nó không ảnh hưởng nhiều lắm tới sức khoẻ phi công, và mặc dù một xi lanh oxy đã được lắp trên những chiếc máy bay đó, ít khi chúng được sử dụng. Một chiếc máy bay vừa có khả năng tiếp dầu trên không vừa có khả năng hoạt động trên tàu sân bay là chiếc U-2H duy nhất.

### Các chi tiết U-2R/S
Chiếc U-2R, cất cánh lần đầu năm 1967, lớn hơn và có khả năng cao hơn nhiều so với chiếc máy bay nguyên bản. Một phiên bản trinh sát chiến thuật, TR-1A, cất cánh lần đầu tháng 7 năm 1981. Một đặc điểm phân biệt của những chiếc máy bay đó là một thiết bị phụ thêm lớn "superpod" bên dưới mỗi cánh. Được thiết kế cho mục tiêu trinh sát chiến thuật từ xa ở châu Âu, chiếc TR-1A về kết cấu giống với chiếc U-2R. Phi đội Trinh sát số 17, Royal Air Force Station Alconbury, Anh Quốc đã sử dụng những chiếc TR-1A từ năm 1983 tới năm 1991. Chiếc U-2 và TR-1 cuối cùng được chuyển cho Không quân tháng 10 năm 1989. Năm 1992 toàn bộ những chiếc TR-1 và U-2 (tất cả U-2R) được định danh lại là U-2R. Biến thể huấn luyện hai chỗ ngồi của TR-1, loại TR-1B, được định danh lại thành TU-2R. Sau khi nâng cấp với động cơ F-118-101, những chiếc U-2R cũ được định danh lại là U-2S Senior Year.

### Các chi tiết ER-2

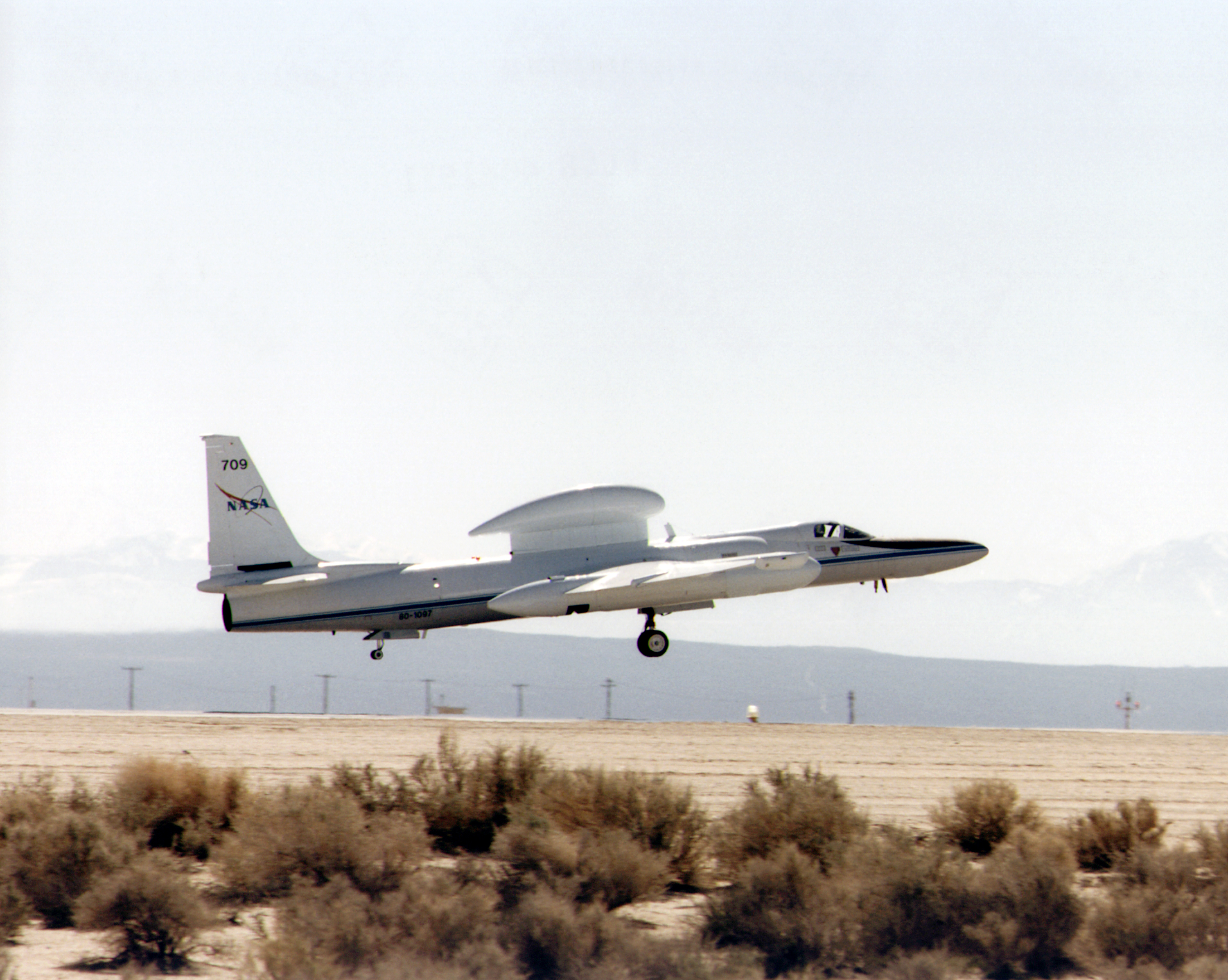
ER-2#709 cất cánh từ NASA Dryden

Một biến thể từ U-2 được gọi là ER-2 (Earth Resources -2) đóng tại Trung tâm Nghiên cứu Bay Dryden và được NASA sử dụng cho nghiên cứu dân sự độ cao lớn, gồm cả các nguồn tài nguyên Trái đất, quan sát thiên thể, hoá học và động lực khí quyển. Các chương trình sử dụng máy bay này gồm Airborne Science Program, ERAST và Earth Science Enterprise.

## Bên sử dụng
Hoa Kỳ
- Không quân Hoa Kỳ
  - Phi đội trinh sát số 9, Căn cứ Không quân Beale, California
    - Phi đội trinh sát số 1
    - Phi đội trinh sát số 99
- Cơ quan Quản lý Hàng không và Vũ trụ Quốc gia, Sân bay Liên bang Moffett, California và Trung tâm Nghiên cứu Bay Dryden / Căn cứ Không quân Edwards, California
  - Các đơn vị hoạt động khác được điều hành từ nhiều vị trí quanh thế giới theo các yêu cầu hoạt động.

 Trung Hoa Dân Quốc (Đài Loan)
- Không quân Trung Hoa Dân Quốc - sử dụng những chiếc U-2 trong giai đoạn 1960-1974.[40]
  - Phi đội Mèo Đen

## Máy bay trưng bày
Một số chiếc U-2 đã nghỉ hưu hiện được trưng bày tại Hoa Kỳ và Anh Quốc. Các ví dụ gồm:
Bảo tàng Không quân Quốc gia Hoa Kỳ, Wright-Patterson AFB, Ohio

Davis-Monthan AFB, Arizona

Laughlin AFB, Texas

Bảo tàng Edward F. Beale, Beale AFB, California

Bảo tàng Không quân và Vũ trụ Chiến lược, Ashland, Nebraska (bên cạnh Offutt AFB)

Bảo tàng Chiến tranh Đế quốc Duxford, Anh Quốc

## Văn hoá đại chúng
Trong loạt phim truyền hình Call to Glory (ABC, 1984 đến 1985), chiếc U-2 là "phương tiện đi lại chính" của Đại tá Không quân Hoa Kỳ Raynor Sarnac từ cuộc Khủng hoảng Cuba tháng 10 năm 1962 tới năm 1979.

## Thông số kỹ thuật (U-2S)
- Phi đội: một người
- Chiều dài: 63 ft (19.2 m)
- Sải cánh: 103 ft (31.4 m)
- Chiều cao: 16 ft (4.88 m)
- Diện tích: 1,000 ft² (92.9 m²)

Lockheed U-2A

- Trọng lượng rỗng: 14,300 lb (6,760 kg)
- Trọng lượng chất tải: ()
- Trọng lượng cất cánh tối đa: 40,000 lb (18,100 kg)
- Động cơ (phản lực): =General Electric F118-101
- Kiểu phản lực: turbin cánh quạt
- Số lượng động cơ: 1
- Lực đẩy: 19,000 lbf (84.5 kN)
- Tốc độ tối đa: 434 knots (500 mph, 805 km/h)
- Tốc độ bay tuần tra: 373 knots (429 mph, 690 km/h)
- Tầm bay: 5,566 dặm hàng hải (6,405 mi, 10,300 km)
- Trần bay: 85,000+ ft (25,900+ m)
- Thời gian bay: 12 giờ